# Молосс (размер)
Молосс (греч. μολοσσός), или же тримакр — античная шестидольная стопа, содержащая три долгих слога. Самостоятельно почти не встречается и употребляется чаще всего как вариант кретика или бакхия с заменой краткого слога на долгий. Стопа употреблялась в древнегреческой и римской поэзии. В русской поэзии рассматривается в значении трёхударной стопы, но основной считаться не может.

## Примеры

### Русский язык
В русской поэзии молосс возможно построить, использовав три стоящих подряд односложных ударяемых слова.
|                         | «Я́, ты́, о́н!», был отпор коллективного грома, «Бью́, бьёшь, бьёт!.. рву́, рвёшь, рвёт!» — отвечали десятки.. |  | «Молчаливый полёт» |  |
| Марк Ариевич Тарловский | |  |                    |  |

### Английский язык
Среди литературоведов нет общего мнения, какие приёмы построения стиха можно считать молоссом. Существует мнение, что в отдельных стопах стихотворения Альфреда Теннисона «Break, Break, Break» используется именно молосс. В качестве убедительного примера американский писатель Клемент Вуд предлагает стихотворение Роберта Сервиса.
|               | For thus the / Great White Chief / hath said, / In all / my lands / be peace |  | «Баллады чужака» |  |
| Роберт Сервис |                                                                              |  |                  |  |